# Corroy-le-Château
Corroy-le-Château is een dorp in de Belgische provincie Namen en een deelgemeente van Gembloers. Tot 1 januari 1977 was het een zelfstandige gemeente.

## Demografische ontwikkeling
- Bronnen:NIS, Opm:1831 tot en met 1970=volkstellingen, 1976= inwoneraantal op 31 december

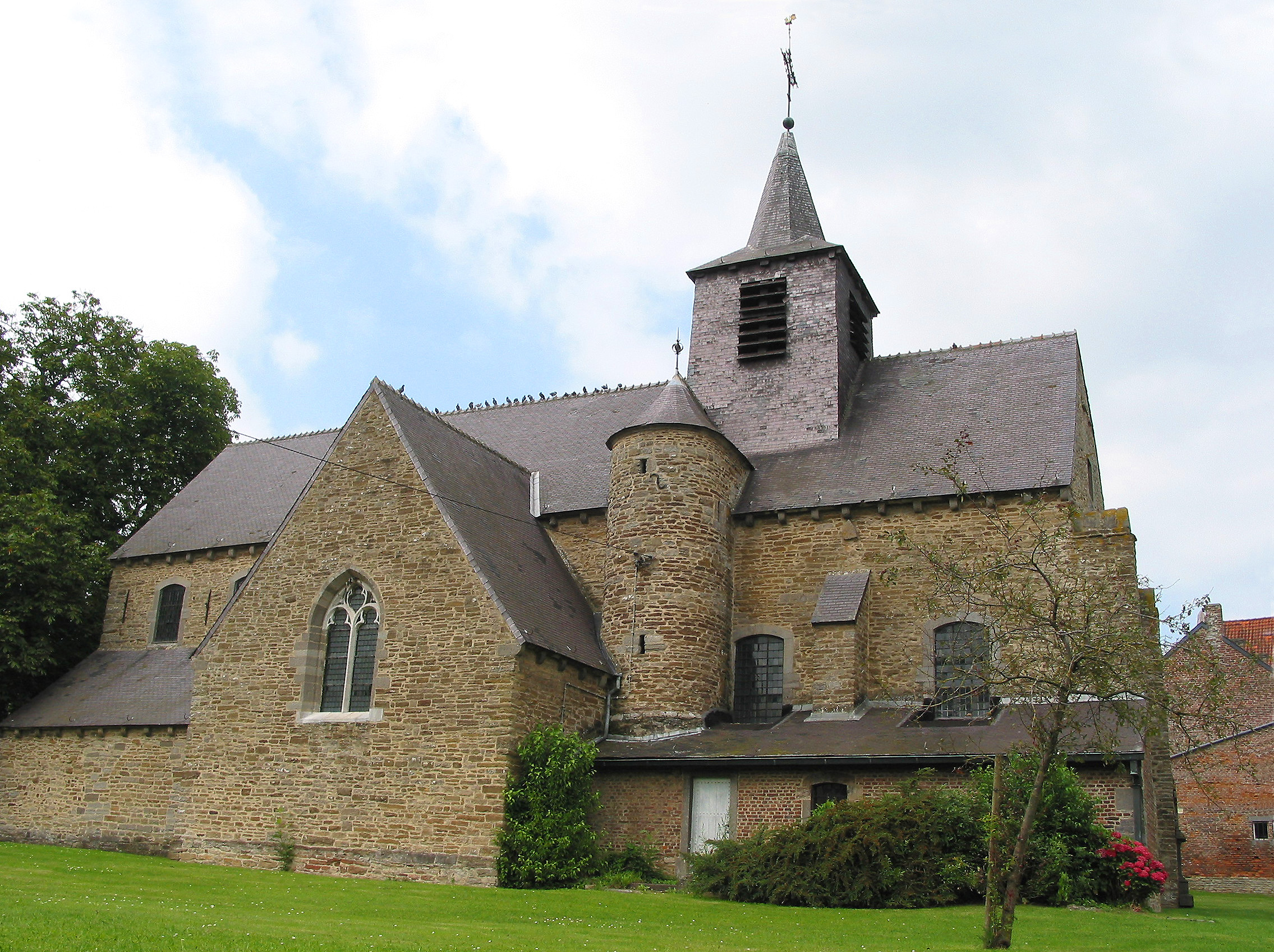
De Sint-Lambertuskerk

## Bezienswaardigheden
In dit dorp werd rond 1270 een feodaal kasteel gebouwd door de graaf van Vianden, naar het model van het Louvre. Het Kasteel Corroy-le-Château wordt beschouwd als een van de best bewaarde burchten van Noord-Europa, en is nog steeds bewoond.

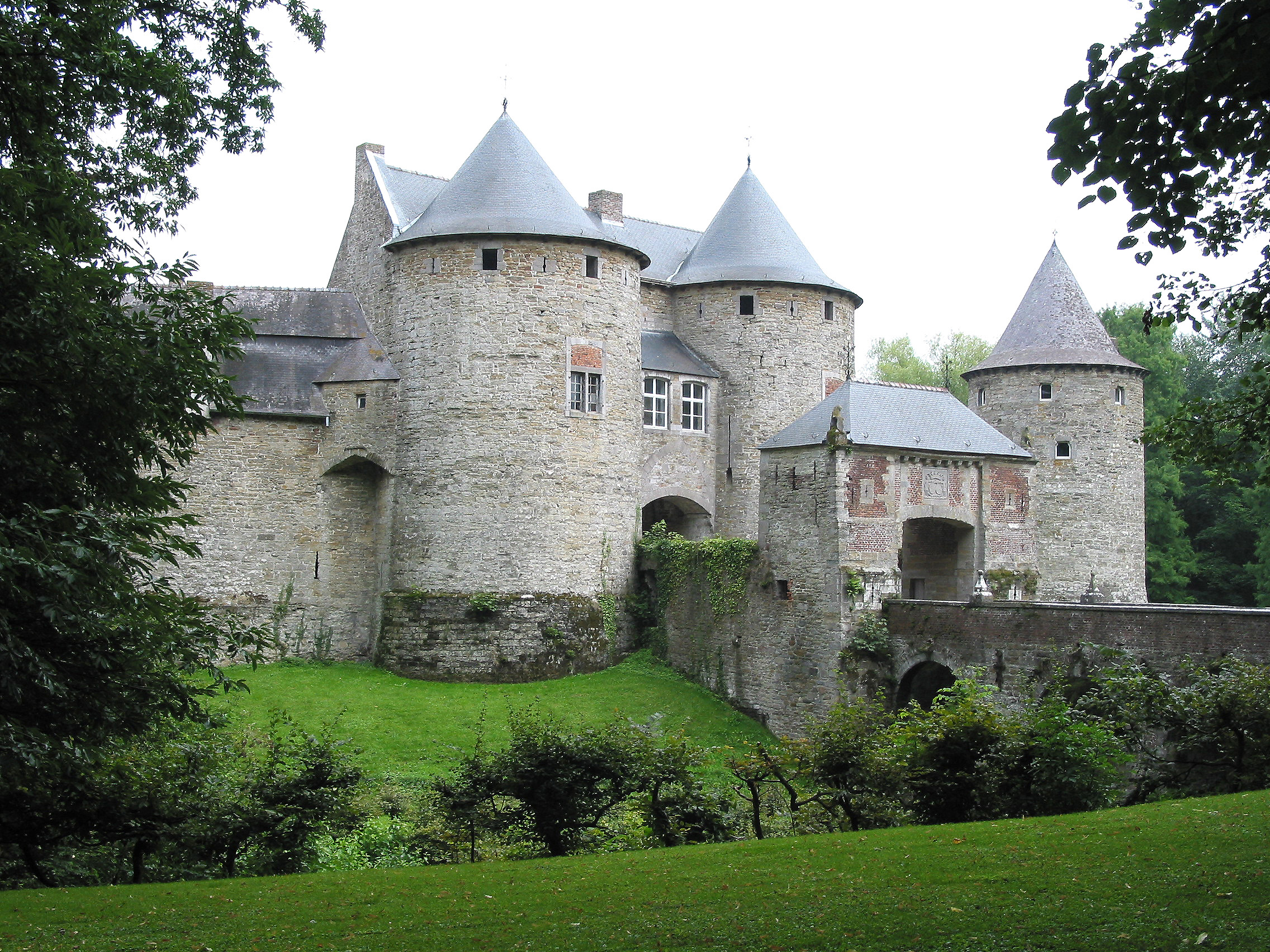
Kasteel van Corroy-le-Château

Deelgemeenten: Beuzet · Bossière · Bothey · Corroy-le-Château · Ernage · Gembloers · Grand-Leez · Grand-Manil · Isnes · Lonzée · Mazy · Sauvenière

Overige plaatsen: Baudecet · Ferooz · Golzinne · Liroux · Petit-Leez · Vichenet

Belgische gemeenten · arrondissement Namen · provincie Namen · Wallonië